# Кислицький Олег Володимирович
Оле́г Володи́мирович Кисли́цький (30 березня 1983 — 6 серпня 2014) — сержант Державної прикордонної служби України, учасник російсько-української війни.

## Життєпис
Народився 1983 року в селі Молога (Білгород-Дністровський район, Одеська область); закінчив мологівську школу. З 2002 по 2006 рік проходив службу в ЗС України, брав участь у миротворчих операціях за межами України — республіка Ірак. У 2006 році почав службу у Білгород-Дністровському прикордонному загоні ДПС України. Сержант в/ч 2197 Державної прикордонної служби (Білгород-Дністровський прикордонний загін).
Загинув 6 серпня 2014 року під час організованого прориву з оточення в «довжанському котлі» (сектор «Д») на з'єднання з основними силами після 22-денної героїчної оборони державного кордону під постійними масованими обстрілами з боку терористів і з боку Росії. Під час прориву колона потрапила під обстріл. Усі бійці, які були в колоні, під час обстрілу позістрибували з машин і розбіглись по лісосмугах. Кислицький уже до того був поранений у ногу. Він був один з тих, хто відступав до лісосмуг. Машина, на якій він їхав, була розбита вщент. У певних джерелах місцем смерті зазначається Довжанське.
21 серпня телефон Олега знову з'явився у мережі; відповів незнайомий чоловік та повідомив, що на відстані більш як 3 км від села Нижній Нагольчик він знайшов тіло загиблого прикордонника, яке й поховав у цьому ж селі.
Тривалий час його вважали зниклим безвісти. У серпні 2015-го ексгумований пошуковцями Місії «Евакуація-200» («Чорний тюльпан»); впізнаний за експертизою ДНК.
Похований 21 жовтня 2015 року в рідному селі на Одещині.
24 грудня 2015-го нагороду вручили Олеговій мамі.

## Нагороди та вшанування
- 25 листопада 2015 року — за особисту мужність і героїзм, виявлені у захисті державного суверенітету та територіальної цілісності України, вірність військовій присязі під час російсько-української війни, відзначений — нагороджений орденом «За мужність» III ступеня (посмертно)
- його портрет розміщений на меморіалі «Стіна пам'яті полеглих за Україну» у Києві: секція 2, ряд 7, місце 17
- вшановується 6 серпня на щоденному ранковому церемоніалі вшанування захисників України, які загинули цього дня у різні роки внаслідок російської збройної агресії на Сході України
- на честь Олега в рідному селі Молога відкрито меморіальну дошку
- у 2016 році його ім'я увічнене на стелі загиблим прикордонникам, що знаходиться на території Білгород-Дністровського прикордонного загону.